# Komachi
Komachi (こまち? il nome deriva dal cognome di un poeta tradizionale, Ono no Komachi) è un treno ad alta velocità del Giappone in servizio sulle linee Tōhoku Shinkansen e Akita Shinkansen, che collega Tokyo e Akita. Utilizza elettrotreni della Shinkansen Serie E6 dal 2013, mentre precedentemente erano utilizzati treni serie E3.
Fra Tokyo e Morioka il treno viaggia fino a 320 km/h in accoppiamento con il treno gemello serie E5 del servizio Hayabusa, e qui si separa, proseguendo da solo lungo l'Akita Shinkansen, realizzato sulla linea regionale linea Tazawa e procedendo a una velocità limitata di 130 km/h.

## Percorso (a settembre 2014)
| Stazione        | Giapponese | Quartiere / Città / Prefettura | Distanza (km) (da Tōkyō) |
| --------------- | ---------- | ------------------------------ | ------------------------ |
| Tōkyō           | 東京       | Chiyoda, Tōkyō                 | 0,0                      |
| Ueno (B)        | 上野       | Taitō, Tōkyō                   | 3,6                      |
| Ōmiya           | 大宮       | Ōmiya-ku, Saitama, Saitama     | 31,3                     |
| Sendai (A)      | 仙台       | Aoba-ku, Sendai, Miyagi        | 325,4                    |
| Morioka (C)     | 盛岡       | Morioka, Iwate                 | 535,3                    |
| Shizukuishi (B) | 雫石       | Iwate, Iwate                   | 552,9                    |
| Tazawako (B)    | 田沢湖     | Senboku, Akita                 | 579,4                    |
| Kakunodate (B)  | 角館       | Senboku, Akita                 | 600,0                    |
| Ōmagari         | 大曲       | Daisen, Akita                  | 618,5                    |
| Akita           | 秋田       | Akita, Akita                   | 670,2                    |

- Nota A: Due coppie di treni sono limitate al percorso Sendai-Akita, e fermano anche in tutte le stazioni fra Sendai e Morioka (qui non indicate in tabella).
- Nota B: Stazione non servita da tutti i treni.
- Nota C: I treni in accoppiamento con l'Hayabusa si uniscono/separano a Morioka.

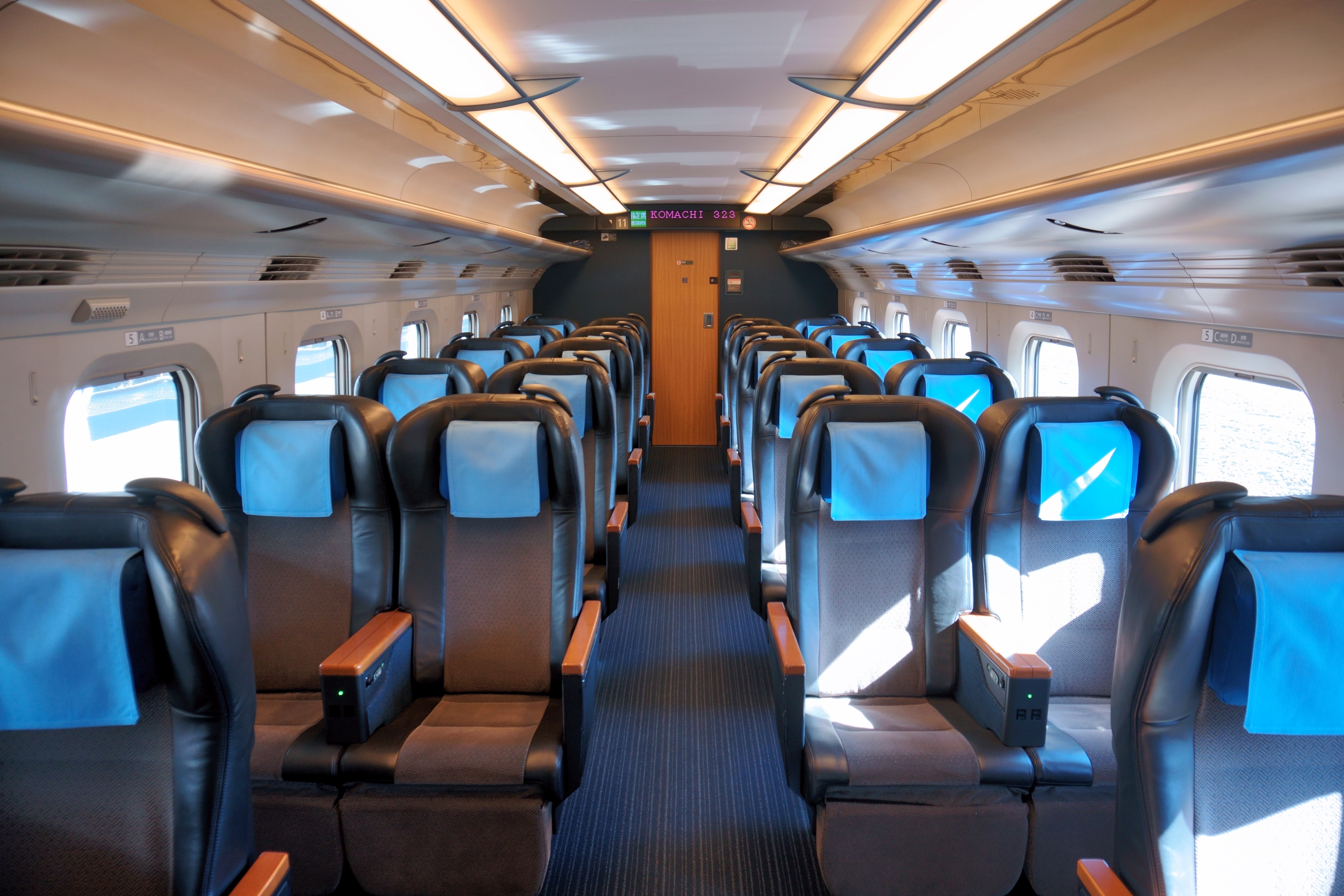
Green car (prima classe)
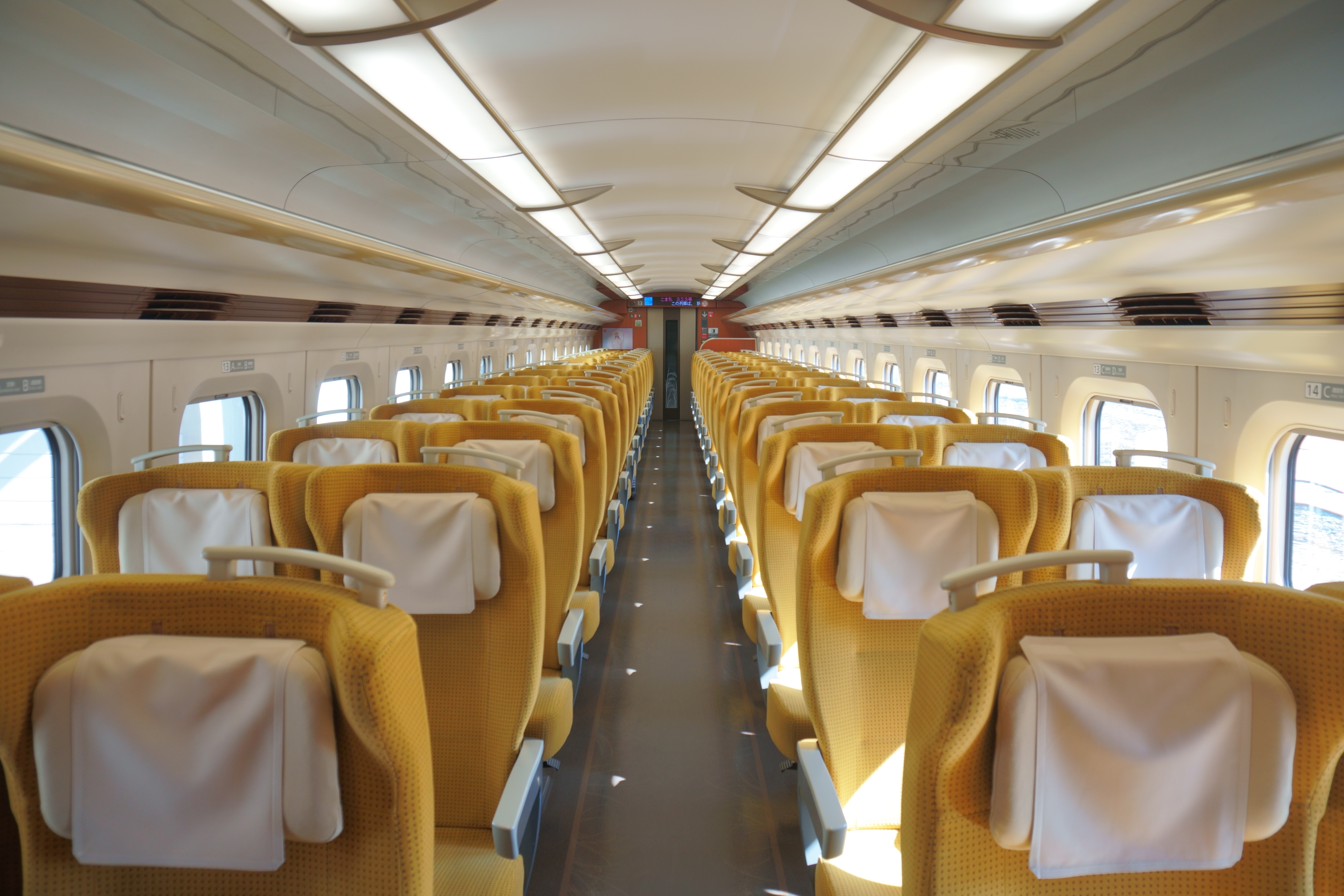
Carrozza ordinaria
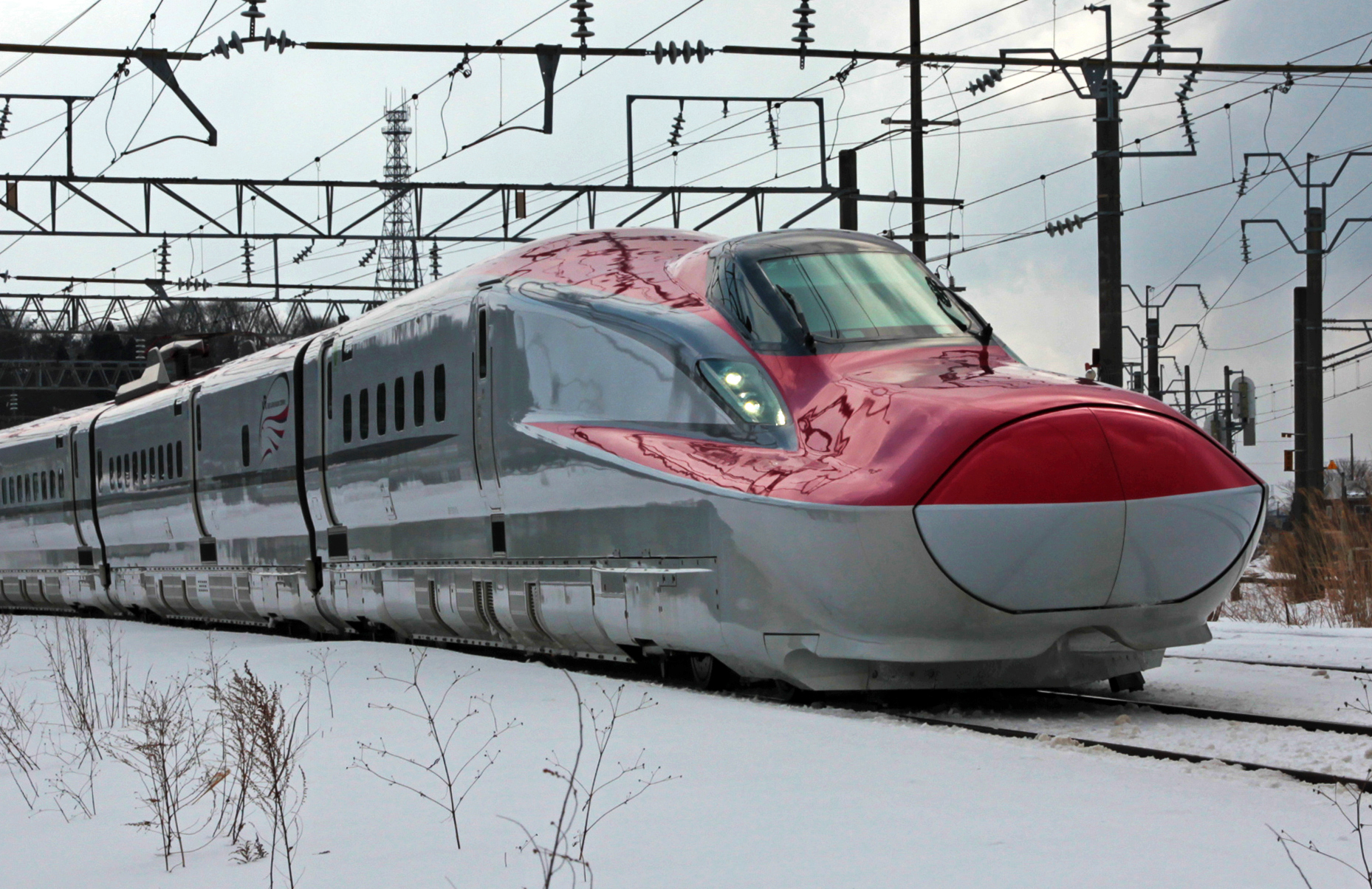
Un treno della serie E6, dal marzo 2014 effettuante tutti i servizi
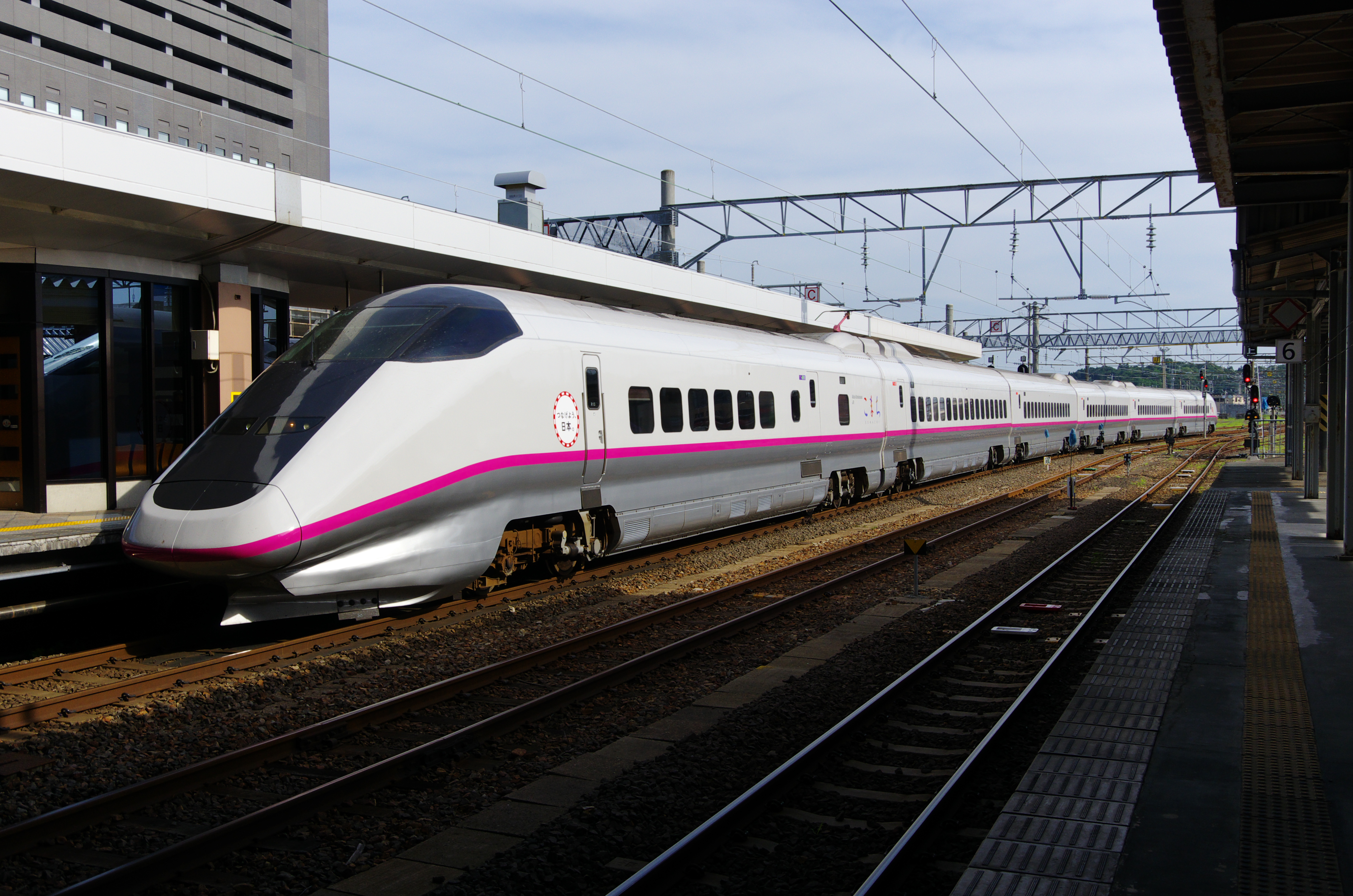
Un treno della serie E3, in servizio fino al marzo 2014